# Kanton Graubünden
Graubünden (nemško Graubünden, retoromansko Grischun, italijansko Grigioni, francosko Grisons) je kanton v jugovzhodnem delu Švice s skoraj natanko 200.000 prebivalci. Glavno mesto kantona je Chur, ki je tudi najstarejše švicarsko mesto. Graubünden je največji švicarski kanton po površini (7100 km²), po številu prebivalcev pa je med kantoni šele na 15. mestu. Jeziki v kantonu so predvsem nemščina (schwizer dutsch), italijanščina (večinski jezik v južnih predelih) in retoromanščina.
Graubünden je pomembna poletna in zimska turistična lokacija. Predvsem v regijah Oberengadin, Davos, Arosa, Lenzerheide in Flims. Najbolj poznano je mondeno turistično središče St. Moritz.

## Geografija
Območje Graubünden je največji švicarski kanton s 7105,2 km², 19,2 % večji kot kanton Bern. Le približno tretjina naj bi bilo obdelovalne zemlje, gozdovi pokrivajo približno petino celotne površine. Kanton je popolnoma gorat in obsega višavje nad dolino reke Ren in Inn. V jugovzhodnem delu leži edini uradni Švicarski narodni park. V severnem delu so bile oblikovane gore kot del pritiska tektonskih plošč, in je bil v letu 2008 razglašen kot geološka Unescova svetovna dediščina pod imenom Švicarska tektonska Arena Sardona (Swiss Tectonic Arena Sardona) ali Glarusov prelom. Še en rezervat je biosferni Val Müstair v bližini narodnega parka, medtem ko je Naravni park Ela eden izmed regionalnih parkov.
Višine Alp segajo s Todijem na 3614 metrov in najvišjim vrhom Piz Bernina s 4049 metri. Veliko gorskih območjih ima obsežne ledenike, kot so na gorskih verigah Adula, Albula, Silvretta, Bernina, Bregaglia in Rätikon. Gorovja v osrednjem območju imajo zelo globoke doline, z nekaj najglobljimi v Evropi. Te doline so se prvotno naselili Retijci (Rhaeti).
Graubünden meji na kanton St. Gallen na severozahodu, Glarus in Uri na zahodu in Ticino na jugozahodu. Ima tudi mednarodno mejo z Italijo (Južna Tirolska in Lombardija), Avstrijo (Tirolska in Vorarlberg) in Lihtenštajnom. Glavno mesto je Chur. Tukaj se nahajata svetovno znani letovišči St. Moritz in Davos-Klosters in večje celoletne turistične destinacije Arosa, Flims, Lenzerheide, Scuol-Sammnaun in druge.
Prebivalci Graubündna se imenujejo Bündner ali (redko) Grisoniani.

### Pomembnejša mesta
Mesta z več kot 5000 prebivalci so Chur (32.409), Davos (10.817), Igis (7008), Domat/Ems (6896) in St. Moritz (5121). 
Graubünden je razdeljen na 11 okrajev, ti so razdeljeni v okrožja:
- Albula: Alvaschein, Belfort, Bergün in Surses
- Bernina: Brusio in Poschiavo
- Hinterrhein: Avers, Domleschg, Rheinwald, Schams in Thusis
- Imboden: Trins in Rhäzüns
- Inn: Ramosch, Sur Tasna, Suot Tasna in Val Müstair
- Landquart: Maienfeld in Fünf Dörfer
- Maloja: Bergell in Oberengadin
- Moësa: Calanca, Misox in Roveredo
- Plessur: Chur, Churwalden in Schanfigg
- Prättigau/Davos: Davos, Jenaz, Klosters, Küblis, Luzein, Schiers in Seewis
- Surselva: Disentis, Ilanz, Lumnezia/Lugnez, Ruis in Safien

## Višje gore
- Piz Bernina (4049 m)
- La Spedla (4020 m)
- Piz Zupò (3996 m)
- Piz Alva (3995 m)
- Piz Scerscen (3971 m)
- Piz Argient (3945 m)
- Piz Roseg (3937 m)
- Piz Palu (3905 m)

## Zgodovina
Večina območij kantona je bila nekoč del rimske province imenovane Retija, ki je bila ustanovljena leta 15 pred našim štetjem. Sedanje središče Graubündna je Chur, in je bil v rimskih časih znan kot kurija (Curia Iulia, zgradba starorimskega Senata). Območje je bilo kasneje del zemljišča škofije Chur.
Leta 1367 je bila ustanovljena Zveza Božje hiše (Lia da la Chadé, Gotteshausbund, Ca 'di Dio), da bi se uprli naraščajoči moči škofa iz Chura. Temu je leta 1395 v dolini Zgornjega Rena sledila ustanovitev zveze Grauer Bund (Siva zveza), včasih imenovane Oberbund. Ime izhaja od doma narejenih sivih oblek, ki so jih nosili ljudje in so bile uporabljene izključno po 16. marcu 1424. Ime zveze je kasneje dalo ime kantonu Graubünden. Tretja liga (zveza) je bila ustanovljena leta 1436, ki so jo ustanovili ljudje desetih Bailiffovih okrožij v nekdanji grofiji Toggenburg, ko je družina Toggenburg izumrla. Liga se je imenovala Zveza desetih jurisdikcij (Zehngerichtebund).
Prvi korak k kantonu Graubünden je bil, ko sta se leta 1450 povezali Zvezi Desetih jurisdikcij in Božje hiše. V letu 1471 se jima je pridružila še Siva liga. Leta 1497 in 1498 so se Lige  povezale s Staro Švicarsko konfederacijo, ko so Habsburžani leta 1496 pridobili posesti izumrle družine Toggenburg kot zavezniki v švabski vojni, tri leta pozneje. Habsburžani so bili poraženi v bitkah za Calven in Dornach, kar je pomagalo Švicarski konfederaciji in zavezniškim ligam priznanje kantona Graubünden. Vendar so Tri lige ostale ohlapno združenje do zveznega pisma (Bundesbrief von Brunnen) iz 23. septembra 1524.
Zadnji sledovi pristojnosti škofa iz Chura so bile odpravljene leta 1526. Vojna za Müsso (Müsserkriege) leta 1520 je pripeljala Tri lige bližje Švicarski Konfederaciji.
Med letoma 1618 in 1639 je nastalo bojišče med konkurenčnimi frakcijami v času Bündner Wirren (Zmeda Graubündena ali zmedenost Lig). Protestantsko stranko sta podprli Francija in Benetke, katoliško stranko pa Habsburžani v Španiji in Avstriji. Vsaka stran je poskušala pridobiti nadzor nad Graubündnom in nadzor nad pomembnimi alpskimi prelazi. Leta 1618 je mladi radikalec Jörg Jenatsch postal član sodišča "kleričnih nadzornikov" in vodja anti-habsburške frakcije. Nadziral je mučenje do smrti duhovnika Nicola Rusca iz Sondria. V odgovor je Giacomo Robustelli iz pro-katoliške družine Planta, organiziral vojsko upornikov v Valtellinu. Na večer 18/19 julija 1620 so sile upornikov iz Valtellina, podprti s strani avstrijskih in italijanskih vojakov, vkorakale v Tirano in začele pobijati protestante. Ko so končali v Tirani, so korakali na Teglio, Sondrio in nadalje po dolini pobili vsakega protestanta, ki so ga našli. Med 500 in 600  ljudi je bilo ubitih v tej noči in v naslednjih štirih dneh. Napad je uničil skoraj vse protestante iz doline in preprečil nadaljnji pojav protestantov ter izvzel Valtellino iz Treh lig.
V odgovor je v februarju 1621 Jenatsch vodil silo anti-habsburških vojakov v napad na grad Rietberg, dom vodje pro-katoliške frakcije, Pompeiusa Planta.  Planto so presenetili in po legendi je umrl pod Jörga Jenatscha sekiro. Umor Plante je spodbudil protestantsko frakcijo, sestavili so slabo vodeno in neorganizirano vojsko in zavzeli Valtellino in druga pripadajoča ozemlja. Vendar pa je vojska razpadla preden bi lahko napadli kakšno katoliško mesto. Ta protestantska invazija je bila povod za Špance in Avstrijce za napad na Ligo. Do konca oktobra sta Španija in Avstrija zasedli celoten Graubünden. Nastala mirovna pogodba iz januarja 1622 je prisilila Graubünden, da je odstopil Müstair, Spodnji Engadin in dolino Prättigau. Pogodba je prepovedala tudi protestantsko vero v teh dolinah. V odgovor se je leta 1622 dolina Prättigau uprla Avstrijcem in jih nagnala iz doline. Avstrijci so dolino napadli in poskušali ponovno uvesti katoliško vero v letih 1623-24 in 1629-31. 
Leta 1623 so Lige sklenile zavezništvo s Francijo, Savojci in Benetkami. Jürg Jenatsch in Ulysses von Salis sta uporabila francoski denar za najem 8000 plačanih vojakov in pregnala Avstrijce. Mirovna pogodba iz Monzona (5. marca 1626) med Francijo in Španijo, je potrdila politično in versko neodvisnost Valtellina. Leta 1627 so se Francozi umaknili iz doline Valtellina, ki so jo nato zasedle papeških čete. Od leta 1631 je Liga, pod francoskim vojvodom Henri de Rohanom, začela izgon Špancev. Vendar Richelieu še ni želel predati doline njenim prebivalcem. Ko je postalo jasno, da bi Francozi trajno ostali v Ligi, in ne bi na silo Valtellina spremenili v protestantizem, se je Jürg Jenatsch (zdaj vodja plačancev) leta 1635 spreobrnil v katoliško vero. Leta 1637 se je uprl in povezal z Avstrijo in Španijo. Njegov upor skupaj z uporom 31 drugih oficirjev Lige je prisilil Francoze v umik brez boja. 24. januarja 1639 je Jürga Jenatscha med karnevalom ubil neznan napadalec preoblečen v medveda. Napadalec bi lahko bil sin Pompeiusa Planta ali morilec najet od lokalne aristokracije. Po legendi je bil ubit z isto sekiro, ki jo je uporabil na Pompeiusu Plantu. 3. septembra 1639 se je Liga pogodila s Španijo, da bi Valtellina prešla nazaj pod suverenost Lige, vendar z obljubo, da bo spoštovala prosto izvajanje katoliške vere. Pogodbi z Avstrijo leta 1649 in 1652 sta prinesli Müstair in Spodnji Engadin nazaj pod vodstvo Treh lig.
Leta 1798 so zemljišča v kantonu Graubünden postala del Švicarske republike kot kanton Retija razen Valtellina, ki je ločeno leta 1797 vstopila v Cisalpinsko republiko. Ta je bila kasneje leta 1814 del avstrijskega imperija, preden je leta 1859 postala del Kraljevine Italije. Z Zakonom o mediaciji Švice sta leta 1803 kantona pripadla Švici. Ustava kantonov datira v leto 1892. V naslednjem stoletju je prišlo do približno 30 sprememb ustave. 
Grbi treh izvirnih lig so bili združeni v sodobnem kantonskem grbu leta 1933.

### Jeziki
Graubünden je edini kanton Švice s tremi uradnimi jeziki: nemščino na severozahodu (68 %), retoromanščino v Engadinu in okoli Disentisa / Muster (15 %), in italijanščino v italijanskih delih na jugu kantona (10 %), preostalih 7% govori druge jezike.
| Leto | Prebivalci | Retoromansko (%) | Nemško (%)       | Italijansko (%) |
| ---- | ---------- | ---------------- | ---------------- | --------------- |
| 1803 | 72.903     | 36.700 (~50 %)   | ~36 %            | ~14 %           |
| 1850 | 89.895     | 42.439 (47,2 %)  | 39,5 %           | 13,3 %          |
| 1880 | 93.864     | 37.794 (39,8 %)  | 43.664 (46,0 %)  | 12.976 (13,7 %) |
| 1900 | 104.520    | 36.472 (34,9 %)  | 48.762 (46,7 %)  | 17.539 (16,8 %) |
| 1920 | 119.854    | 39.127 (32,7 %)  | 61.379 (51,2 %)  | 17.674 (14,8 %) |
| 1941 | 128.247    | 40.187 (31,3 %)  | 70.421 (54,9 %)  | 16.438 (12,8 %) |
| 1950 | 137.100    | 40.109 (29,3 %)  | 77.096 (56,2 %)  | 18.079 (13,2 %) |
| 1960 | 147.458    | 38.414 (26,1 %)  | 83.544 (56,7 %)  | 23.682 (16,1 %) |
| 1970 | 162.086    | 37.878 (23,4 %)  | 93.359 (57,6 %)  | 25.575 (15,8 %) |
| 1980 | 164.641    | 36.017 (21,9 %)  | 98.645 (59,9 %)  | 22.199 (13,5 %) |
| 2000 | 187.058    | 27.038 (14,5 %)  | 127.755 (68,3 %) | 19.106 (10,2 %) |
| 2012 | 191.612    | 27.955 (15,2 %)  | 143.015 (74,6 %) | 23.506 (12,0 %) |

Retoromanščina je krovni izraz, ki zajema skupino tesno povezanih narečij, ki jih govorijo v južni Švici in vsa spadajo v jezikovno skupino retoromanščine. Ta narečja so sursilvanščina, sutsilvanščina, surmiranščina, puterščina in valladerščina. Retoromanščino je nacionalno standardiziral leta 1982 züriški jezikoslovec Heinrich Schmid. Standardizirani jezik, ki se imenuje Rumantsch Grischun je bil počasi sprejet. Retoromanščina je bila priznana kot eden od štirih "nacionalnih jezikov" v švicarski zvezni ustavi leta 1938. Razglašena tudi kot "uradni jezik" konfederacije je od leta 1996, kar pomeni, da lahko retoromanski govorci uporabljajo Rumantsch Grischun za dopisovanje z zvezno vlado in pričakujejo, da bodo prejeli odgovor v istem jeziku. Retoromanščina ima status uradnega jezika na ravni kantonov. Občine prosto določajo svoje uradne jezike. Pred uvedbo uradne pisne oblike Rumantsch Grischuni v letu 2003, so bile knjige za študente v javnih šolah natisnjene v petih različnih idiomih po vsej državi.

## Gospodarstvo
Kmetijstvo je še vedno bistveno, oddaljene doline ostajajo naseljene tudi zaradi subvencij s strani nacionalnih in regionalnih organov. Osem odstotkov prebivalstva dela v kmetijstvu in gozdarstvu, kjer je 50 odstotkov proizvodnje certificirano organsko. Kmetijstvo vključuje gozdove in gorske pašnike v poletnih mesecih, še posebej za krave, ovce in koze. V solini Rena je mogoča proizvodnja vina. 24 odstotkov delovne sile je zaposlene v industriji, 68 odstotkov jih dela v storitveni dejavnosti, kjer turizem doseže izjemnih 14 odstotkov BDP. Turizem je skoncentriran okoli mest Davos / Arosa, Flims in St. Moritz / Pontresina. Obstaja pa tudi veliko število drugih turističnih krajev. 
Območje Chura je tudi industrijsko središče. V južnih dolinah Mesolcina in Poschiavo gojijo koruzo in kostanj.

## Promet
Promet je bil vedno pomembno vprašanje na področju; kolovoze iz rimskega obdobja so našli na prelazu Julier in Septimer, ki so bili obnovljeni za uporabo vozov leta 1387 in čeprav je kasneje postali nepomembni, so še vedno pomembni za pohodnike. Mulatjere so bile potrebne za večje razdalje, soteske, kot je Via Mala so povzročale probleme pri gradnji za vse vrste prevoza. Prve prave ceste širine okoli 3,5 m so bile zgrajene na območju Alp okoli leta 1816, od katerih so nekatere še vedno v zelo dobrem zgodovinskem stanju , kot je  povezava čez prelaz Splügen, ki je izgubila svoj pomen po odprtju železniških predorov čez Alpe. Zadnja dolina, ki se je priključila na cestni sistem v Graubündenu je Avers, ki je oddaljen zaselek Juf dosegla šele leta 1897. Večkrat so se prebivalci Graubündena uprli proti motornemu prometu: leta 1926 , leta 1967 je bil odprl cestni predor San Bernardino, zgrajen zaradi turističnega prometa in se uporablja tudi za težka tovorna vozila še danes, čeprav ni primeren zanje zaradi vzponov. Večina drugih poti je do danes izgubila svoj pomen za prevoz blaga. Ogromna so bila prizadevanja zagotoviti javni prevoz do (skoraj) vsakega naselja z integriranim urnikom poštnih avtobusov in Retijsko železnico z največjo mrežo ozkotirnih železnic, kjer je kantonska vlada največji delničar. Tudi Juf, ki ima le približno 30 prebivalcev, javni prevoz doseže 5-krat na dan, kar je rekord v Evropi. Švicarske državne železnice so razširjene le nekaj kilometrov v kanton, v glavnem v Chur, kjer potniki presedejo na druge proge. "Retija" je latinsko ime za območje. Albulska železnica je postala del Unescove svetovne dediščine, kot tudi Berninska železnica, najvišja in edina železnica, ki prečka Alpe brez uporabe predorov. V zimskem času so nekateri od cestnih prelazov zaprti , medtem ko so številni visoki gorski prelazi, kot so Julier, prelaz Bernina in Lukmanier odprti vso zimo (ob upoštevanju omejitev). Kot najvišje ležeče območje v Švici, Graubünden gosti velika alpska področja, ki niso dostopna s prevoznimi sredstvi, in so namenjena pohodnikom . Dolina Engiadin ima svoje letališče, letališče Samedan.

## Kultura
V kantonu je velika koncentracija srednjeveških gradov (in ruševin). Veliko takih primerov najdemo v območju Domleschg. V bližini se nahaja cerkev Zillis, kjer je bil med letoma 1130-1140 dodan znan romanski poslikan strop, ki je uvrščen med nacionalno dediščino. Tri lokacije svetovne dediščine se nahajajo v kantonu: Benediktinski samostan sv. Janeza, Müstair,  Švicarski Tektonski nariv Sardona in Retijska železnica z Albulsko in Berninsko progo.
V Graubündnu so znani po posušenem govejem mesu imenovanem Bündnerfleisch in medeno pito znano kot Bündner Nusstorte. Druga posebnost, predvsem v zahodnem delu kantona, so Capuns, krepki cmoki s kosi mesa ovitimi v liste blitve.